# Guvernul Tăriceanu II
Guvernul Călin Popescu-Tăriceanu II a deținut puterea executivă în România în perioada 5 aprilie 2007 - 22 decembrie 2008. Acest guvern este succesorul Guvernului Tăriceanu I, pe care l-a înlocuit în 2007.

## Istoricul coalitiei de conjunctura PNL-PSD de la inceputul lui 2007
Schimbarea compoziției politice a guvernului a fost necesitată de o schismă internă a PNL, care a adus în conflict o grupare pro-Băsescu și una anti-Băsescu. În 2003, PNL, sub conducerea lui Theodor Stolojan, a format o alianță electorală cu Partidul Democrat (PD), condus de Traian Băsescu, numită Alianța Dreptate și Adevăr, Alianța DA (ADA), care ulterior a pierdut alegerile parlamentare din 2004 (cu 32%), care au fost câștigate de PSD + PUR, cu 37%. Însă chiar în cursul anului 2004, Stolojan s-a declarat temporar inapt și a cedat rolul său lui Tăriceanu. După alegerile din decembrie 2004, Tăriceanu a obținut postul de premier cu promisiunea de a renunța rapid, pentru organizarea de alegeri anticipate, la însănătoșirea lui Stolojan.
Dar de-a lungul anului 2005, Tăriceanu a transformat ceea ce părea o poziție temporară într-una definitivă, reușind să impună în fruntea partidului și a guvernului oameni fideli sieși, cum ar fi Crin Antonescu, Dinu Patriciu și Ludovic Orban. Sub pretextul unor inundații, Tăriceanu și-a renegat promisiunea de a demisiona.
Membrii PNL care ar fi avut de câștigat în urma unor alegeri anticipate, incluzând pe Gheorghe Flutur, Raluca Turcan, Valeriu Stoica, au declanșat mai multe crize, cum ar fi cea din CSAT cu privire la retragerea din Irak din vara lui 2006. În acea dezbatere, membrii PNL ai CSAT care au votat împotriva indicațiilor pro-retragere de la Tăriceanu au fost penalizați pe linie de partid.
Schisma a fost oficializată pe 7 decembrie 2006, când Gheorghe Flutur, recent demisionat din PNL, a anunțat crearea unui nou partid, Partidul Liberal Democrat, PLD. Plecările din grupul parlamentar PNL se accelerează după 12 ianuarie 2007, cand Tăriceanu obține un nou mandat de 2 ani in fruntea in PNL. Băsescu și Tăriceanu continuă duelul in mass-media, în interviuri la BBC și TVR, primul acuzand intervenții ilegale ale premierului în piața energiei, iar celălalt acuzând președintele de acțiuni dictatoriale. La 17 ianuarie 2007, într-o conferință de presă de la Palatul Prezidențial, Traian Băsescu îl acuză pe Tăriceanu de tentativă de influențare a justiției, prin celebrul "bilețel roz".
Simultan și independente, parlamentarii PSD si PC au declansat procedurile primului proces de demitere al lui Traian Băsescu. La 3 decembrie, ministrului PC Seres i se deschide dosar penal, moment in care conducerea partidului decide intrarea în opoziție. La 12 februarie 2007, PSD sesizează Curtea Constituțională pentru a demara procedura de demitere. La 28 februarie, o comisie condusă de Dan Voiculescu este constituită, primind aprobarea parlamentului, deși PD și PLD votează împotriva constituirii comisiei și nu vor trimite reprezentanți. La 21 martie, comisia pentru suspendarea lui Traian Basescu își incheie lucrarile, cu un vot final pentru suspendare, de la care reprezentanții PNL se abțin.
În anul 2007, România urma să organizeze primele sale alegeri europarlamentare. Traian Băsescu încearcă să își aducă publicul la urne, încercând să programeze, simultan cu euroalegerile, un referendum cu o tema pe care o consideră atractivă. Pentru a-l contracara, celelalte partide au încercat să impună amânarea euroalegerilor. Un rol hotărâtor în această direcție îl joacă hotărârile Guvernului Tăriceanu.

## Nominalizarea si validarea guvernului Tariceanu 2
Pe fondul disensiunilor dintre membrii de guvern pro- si anti-Basescu, la 1 aprilie 2007, premierul Tariceanu a anuntat restructurarea guvernului prin inlocuirea ministrilor PD si PLD. UDMR ramane ca unic partener junior de guvernare, pastrandu-si ministerele. 
Noul guvern, rezultat din restructurarea guvernamentală propusă de premierul Tăriceanu, a fost validat în data de 3 aprilie 2007 în plenul reunit al Parlamentului cu 302 voturi pentru și 27 împotrivă. La momentul votului, din sala au lipsit parlamentarii PD si PLD. Votul fiind secret, se crede ca sustinatorii noului guvern cuprindeau membri ai coalitiei nominale de guvernamant (PNL, UDMR, minoritati), dar si membri ai opozitiei nominale, de la PSD si PC, iar cei 27 de opozanti erau de la PRM.
Noii miniștri au depus jurământul de credință în fața președintelui României la data de 5 aprilie 2007.
| Portofoliu | Nume                         | Partid      | În funcție din     | Până la            |
| --- | ---------------------------- | ----------- | ------------------ | ------------------ |
| Prim-ministru                                                                                                  | Călin Popescu Tăriceanu      | PNL         | 29 decembrie 2004  | 22 decembrie 2008  |
| Ministru de stat pentru coordonarea activităților din domeniul culturii, învățământului și integrării europene | Béla Markó                   | UDMR        | 5 aprilie 2007     | 3 iulie 2007       |
| Ministrul afacerilor externe                                                                                   | Adrian Cioroianu             | PNL         | 5 aprilie 2007     | 11 aprilie 2008    |
| Ministrul afacerilor externe                                                                                   | Lazăr Comănescu              | independent | 14 aprilie 2008    | 22 decembrie 2008  |
| Ministrul economiei și finanțelor                                                                              | Varujan Vosganian            | PNL         | 5 aprilie 2007     | 22 decembrie 2008  |
| Ministrul justiției                                                                                            | Tudor Chiuariu               | PNL         | 5 aprilie 2007     | 10 decembrie 2007  |
| Ministrul justiției                                                                                            | Teodor Meleșcanu (interimar) | PNL         | 15 ianuarie 2008   | 29 februarie 2008  |
| Ministrul justiției                                                                                            | Cătălin Marian Predoiu       | independent | 29 februarie 2008  | 22 decembrie 2008  |
| Ministrul internelor și reformei administrative                                                                | Cristian David               | PNL         | 5 aprilie 2007     | 22 decembrie 2008  |
| Ministrul apărării                                                                                             | Teodor Meleșcanu             | PNL         | 5 aprilie 2007     | 22 decembrie 2008  |
| Ministrul transporturilor                                                                                      | Ludovic Orban                | PNL         | 5 aprilie 2007     | 22 decembrie 2008  |
| Ministrul educației, cercetării și tineretului                                                                 | Cristian Adomniței           | PNL         | 5 aprilie 2007     | 6 octombrie 2008   |
| Ministrul educației, cercetării și tineretului                                                                 | Anton Anton                  | PNL         | 6 octombrie 2008   | 22 decembrie 2008  |
| Ministrul muncii, familiei și egalității de șanse                                                              | Paul Păcuraru                | PNL         | 5 aprilie 2007     | 23 septembrie 2008 |
| Ministrul muncii, familiei și egalității de șanse                                                              | Mariana Câmpeanu             | PNL         | 25 septembrie 2008 | 22 decembrie 2008  |
| Ministrul pentru întreprinderi mici și mijlocii, comerț, turism și profesii liberale                           | Ovidiu Silaghi               | PNL         | 5 aprilie 2007     | 22 decembrie 2008  |
| Ministrul agriculturii și dezvoltării rurale                                                                   | Decebal Traian Remeș         | PNL         | 5 aprilie 2007     | 11 octombrie 2007  |
| Ministrul agriculturii și dezvoltării rurale                                                                   | Dacian Cioloș                | independent | 11 octombrie 2007  | 22 decembrie 2008  |
| Ministrul sănătății publice                                                                                    | Eugen Nicolăescu             | PNL         | 5 aprilie 2007     | 22 decembrie 2008  |
| Ministrul dezvoltării, lucrărilor publice și locuințelor                                                       | Laszlo Borbely               | UDMR        | 5 aprilie 2007     | 22 decembrie 2008  |
| Ministrul mediului și dezvoltării durabile                                                                     | Attila Korodi                | UDMR        | 5 aprilie 2007     | 22 decembrie 2008  |
| Ministrul culturii și cultelor                                                                                 | Adrian Iorgulescu            | PNL         | 5 aprilie 2007     | 22 decembrie 2008  |
| Ministrul comunicațiilor și tehnologiei informației                                                            | Zsolt Nagy                   | UDMR        | 5 aprilie 2007     | 30 iulie 2007      |
| Ministrul comunicațiilor și tehnologiei informației                                                            | Iuliu Winkler                | UDMR        | 7 august 2007      | 1 decembrie 2007   |
| Ministrul comunicațiilor și tehnologiei informației                                                            | Károly Borbély               | UDMR        | 13 decembrie 2007  | 22 decembrie 2008  |
| Ministrul delegat pentru relația cu Parlamentul                                                                | Mihai Voicu                  | PNL         | 5 aprilie 2007     | 22 decembrie 2008  |

## Evenimente din cursul guvernarii Tariceanu 2
Nedispunand de sprijinul unei majoritati parlamentare, Guvernul Tariceanu 2 nu a luat decizii importante pe termen lung, in contrast cu deciziile privitoare la cota unica sau impozitul pe autovehicule luate de Guvernului Tariceanu 1, care se baza pe voturile PD.
La 19 aprilie, 2007 comisia Voiculescu transmite parlamentului raportul sau, conform caruia este indicata demiterea lui Traian Basescu. Toti parlamentarii, cu exceptia PD si PLD, voteaza pentru suspendarea presedintelui Basescu si demiterea lui daca aceasta este aprobata prin referendum. Dar referendumul de la 19 mai 2007 consemneaza peste 6 milioane de voturi (aproape 75% din total) impotriva demiterii lui Traian Basescu.
In vara lui 2007, Tariceanu anunta majorarea unor pensii, chiar si cu 40%. Traian Basescu sustine ca fondurile necesare nu sunt disponibile si anunta ca va refuza sa semneze legi de marire a pensiilor.
Pe data de 24 septembrie 2007, PSD a depus o moțiune de cenzură împotriva guvernului Tăriceanu, intitulată 1000 de zile de haos - Sfârșitul guvernării de dreapta. Ea a fost însoțită de cele 139 de semnături ale parlamentarilor social-democrați. Pe data de 3 octombrie 2007 moțiunea a fost supusă votului plenului Parlamentului. Pentru ca moțiunea, inițiată de PSD, să conducă la retragerea încrederii acordate Guvernului Tăriceanu erau necesare 232 de voturi din numărul total al parlamentarilor. La finalul votului, rezultatele arătau astfel: din 374 parlamentari prezenți, 220 au votat pentru, iar 152 împotrivă, existând și două voturi anulate.
La 4 octombrie 2007, ministrul Justitiei, Tudor Chiuariu, si ministrul Muncii, Paul Pacuraru, sunt trimisi in judecata in dosarul Posta Romana. La 29 noiembrie, Traian Basescu solicita, printr-o scrisoare deschisa, demiterea celor doi. Presedintele era dernajat mai ales de tentativele lui Chiuariu de a restrictiona atributiile presedintelui in ceea ce il privea. Tudor Chiuariu demisioneaza la 10 decembrie 2007, 
La 10 octombrie 2007, TVR difuzeaza o inregistrare cu ministrul agriculturii de la acea data, Decebal Traian Remes, primind un plic de la fostul ministru, Ioan Avram Muresan, si discutand despre inlesnirea accesului la contracte cu statul pentru firmele omului de afaceri Gheorghe Ciorba. Ancheta ulterioara va dovedi ca Decebal Traian Remes primea 15,000 de euro mita, dar si un pachet cu caltabosi. A doua zi, premierul Tariceanu ii solicita si obtine demisia lui Remes, iar a treia zi, este numit ministru Dacian Julien Ciolos.
Referendumul propus de Traian Basescu se desfasoara simultan cu euroalegerile, la 25 noiembrie 2007. PD obtine 28% din votul popular, iar PNL - doar 13%.
In decembrie 2007, fostii penelisti de la PLD au fuzionat prin absorbtie cu PD, confirmand statutul lor de partid prezidential. Liderii PLD au preluat controlul in PD, culminand cu propunerea PD ca premier a lui Theodor Stolojan in preambulul si dupa alegerile din decembrie 2008.
In a doua jumatate a lui 2008, criza economica mondiala este politizata de taberele Tariceanu si Basescu. Bugetul propus de Tariceanu la finalul lui 2007 prognozase o crestere economica anuala de 6%. Chiar si in mai 2008, Tariceanu legifereaza sau promite mariri de salariu pentru angajatii bugetari si micsorari de taxe, argumentand ca "economia duduie". Totusi, in iunie 2008, Tariceanu isi reneaga promisiunile si amana marirea salariilor profesorilor pentru 2009, declarand ca "marirea salariilor ar aduce in Romania criza mondiala". Situatia din 2007 se inverseaza, pentru ca in 2008 presedintele si liderii PD sa sustina ca majorarile promise sunt obligatorii din punct de vedere legal. Emil Boc reclama, in octombrie 2008, intarzierea majorarilor ca fiind o infractiune de abuz in serviciu, anchetabila de procurori. 
In majoritatea perioadei 2007-2008, PSD se multumeste sa asiste pasiv la lupta intre fostii parteneri, PNL si PD. Totusi, pe final, PSD incepe sa faca opozitie. In octombrie 2008, pentru a evita o motiune de cenzura propusa de liderul pesedist Mircea Geoana, Tariceanu accepta sa majoreze pensii si salarii asa cum promisese la inceputul anului, si anume inca din noiembrie 2008.

## Inlocuirea Guvernului Tariceanu 2
La alegerile parlamentare din 30 noiembrie 2008, cele mai multe voturi au fost câștigate de Alianța PSD+PC (33,09% la Camera Deputaților si 34,16% la Senat) dar, datorita regulilor de redistribuire, PDL a obtinut cele mai multe mandate (35,2% din Parlament, fata de cei 34,6% ai PSD+PC). Cu doar 19,5% din mandate la PNL, si ignorat de presedinte, Tariceanu a asistat neputincios la negocierile pentru formarea unui nou guvern.  
Negocierile initiale dintre PSD si PDL sunt conduse de Stolojan, dar la 17 decembrie 2008, Emil Boc este desemnat ca posibil inlocuitor al lui Tariceanu. La 22 decembrie 2008, Guvernul Boc 1, cuprinzand ministri PD-L si PSD, inlocuieste cabinetul Tariceanu 2. Desi votul este din nou secret, numarul de 324 de voturi pentru Boc este aproximative egal cu 329, totalul parlamentarilor PSD, PDL si PC. Astfel, UDMR si PNL, fosti parteneri in cabinetul Tariceanu 2, intra impreuna in opozitie.  
Evenimentele ulterioare aveau sa dovedeasca limitele diferentelor dintre guvernul Tariceanu 2 si guvernul Boc 1. Mai precis, la 20 ianuarie 2009, membrii CSAT, incluzand membrii guvernului Boc si presedintele Basescu, voteaza retragerea trupelor romane din Irak. In aprilie 2009, Guvernul Emil Boc, sustinut de alianta parlamentara PDL-PSD, amana marirea salariilor pentru 2010. Mai mult, in iunie 2010, Emil Boc propune micsorarea pensiilor cu 15% si a salariilor cu 25%.
Cu toate acestea, Calin Popescu Tariceanu este penalizat pentru pierderea alegerilor parlamentare din 2008, de catre membrii inca ramasi in PNL. La 20 martie 2009, in cursul unui congres extraordinar, Calin Popescu Tariceanu pierde sefia PNL in fata lui Crin Antonescu. Timp de cativa ani, Tariceanu va sprijini echipa care l-a inlocuit la conducerea PNL.
In octombrie 2009, PSD renunta la guvernare, pentru ca in februarie 2011 sa formeze alianta electorala de opozitie USL, impreuna cu PNL-Antonescu. Cand USL obtine 58% din mandate, la alegerile din 2012, Antonescu si Tariceanu se contreaza in declaratii publice, cand presedintele Basescu sugereaza ca USL ar trebui reprezentat de Tariceanu la Palatul Victoria. Abia peste 5 ani, in februarie 2014, Tariceanu decide sa paraseasca PNL, cand Crin Antonescu a decis ruperea USL si intrarea PNL in opozitie. Drept rasplata, aceiasi parlamentari PSD-Ponta care l-au sprijinit pe Antonescu pivoteaza, sprijinindu-l pe Tariceanu sa obtina al doilea post in stat, cel de Presedinte al Senatului.
Majoritatea cazurilor de coruptie descoperite in guvernul Tariceanu 2 au fost dovedite ulterior in instanta. Fostul ministru Remes a fost condamnat in 2014 la 3 ani de inchisoare cu executare pentru mita filmata. Tot in 2014, ministrii Nagy si Chiuariu au fost condamnati la inchisoare cu suspendare pentru avizele unei hotarari de guvern, care au fost asimilate unui abuz in serviciu.